# Алга (Татышлинский район)
Алга (баш. Алға) — деревня в Татышлинском районе Республики Башкортостан Российской Федерации. Входит в состав Нижнебалтачевского сельсовета. 

## География

### Географическое положение
Расстояние до:
- районного центра (Верхние Татышлы): 26 км,
- центра сельсовета (Нижнебалтачево): 3 км,
- ближайшей ж/д станции (Чернушка): 54 км.

## Население
| 2002 | 2009 | 2010 |
| ---- | ---- | ---- |
| 66   | ↗67  | ↘60  |

Национальный состав
Согласно переписи 2002 года, преобладающая национальность — удмурты (95 %).